# Stoplin
Stoplin – wieś sołecka w Polsce położona w województwie mazowieckim, w powiecie płockim, w gminie Staroźreby.
W latach 1975–1998 miejscowość administracyjnie należała do województwa płockiego.